# نادي مقاومت لكرة القدم
نادي مقاومت لكرة القدم، هي نادي رياضي إيراني لكرة القدم، وكلمة مقاومت بالفارسية تعني "المقاومة"، يملكها مؤسسة باسيج، ومقرها في العاصمة الإيرانية طهران.